# واکا لیک، ساسکاچوان
واکا لیک، ساسکاچوان (به انگلیسی: Wakaw Lake, Saskatchewan) یک منطقهٔ مسکونی در کانادا است که در ساسکاچوان واقع شده‌است. واکا لیک ۰٫۵۹ کیلومتر مربع مساحت و ۳۵ نفر جمعیت دارد.